# Acacia pluricapitata
Acacia pluricapitata é uma espécie de leguminosa do gênero Acacia, pertencente à família Fabaceae.